# Uvaria marenteria
Uvaria marenteria är en kirimojaväxtart som först beskrevs av Dc., och fick sitt nu gällande namn av Henri Ernest Baillon. Uvaria marenteria ingår i släktet Uvaria och familjen kirimojaväxter.

## Underarter
Arten delas in i följande underarter:
- U. m. acuta
- U. m. obtusiuscula